# Autozam Scrum
Der Autozam Scrum ist ein Kleintransporter in der Kei-Car-Klasse, der auf dem Suzuki Carry basiert. Er wird als Kastenwagen, Kleinbus und Truck Pick-up von Autozam und als Microvan Mazda Scrum Wagon von Mazda vermarktet, wobei das Modell lediglich im Heimatmarkt Japan auch als Mazda angeboten wird.

## Erste Generation Mazda / Autozam Scrum 1989–1991
Nachdem Mazda beschlossen hatte, keinen Nachfolger für den Mazda Porter Cab zu entwickeln, beschloss man, den Verkauf des Suzuki Carry mittels Badge-Engineering als Mazda Scrum. Der Verkauf startete im Juni 1989 auf Basis des Carry der neunten Generation mit den 550-cm³-Suzuki-F5B-Motoren mit 34 PS/25 kW oder 52 PS/38 kW mit Intercooler Turbolader. Bereits nach nur neun Monaten wurde dieser durch den größeren DG/DH51 660 cm³ mit 38 PS/28 kW oder 58 PS/43 kW ersetzt und gleichzeitig wurde der Scrum nun in allen Versionen als Autozam Scrum und nicht mehr als Mazda angeboten.

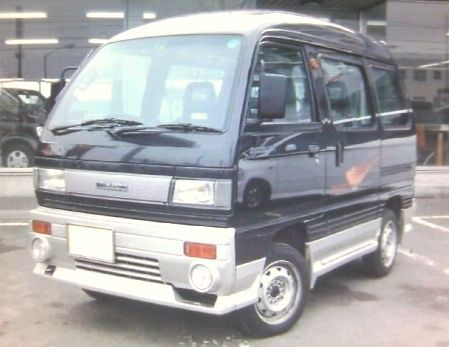
Mazda Scrum Wagon
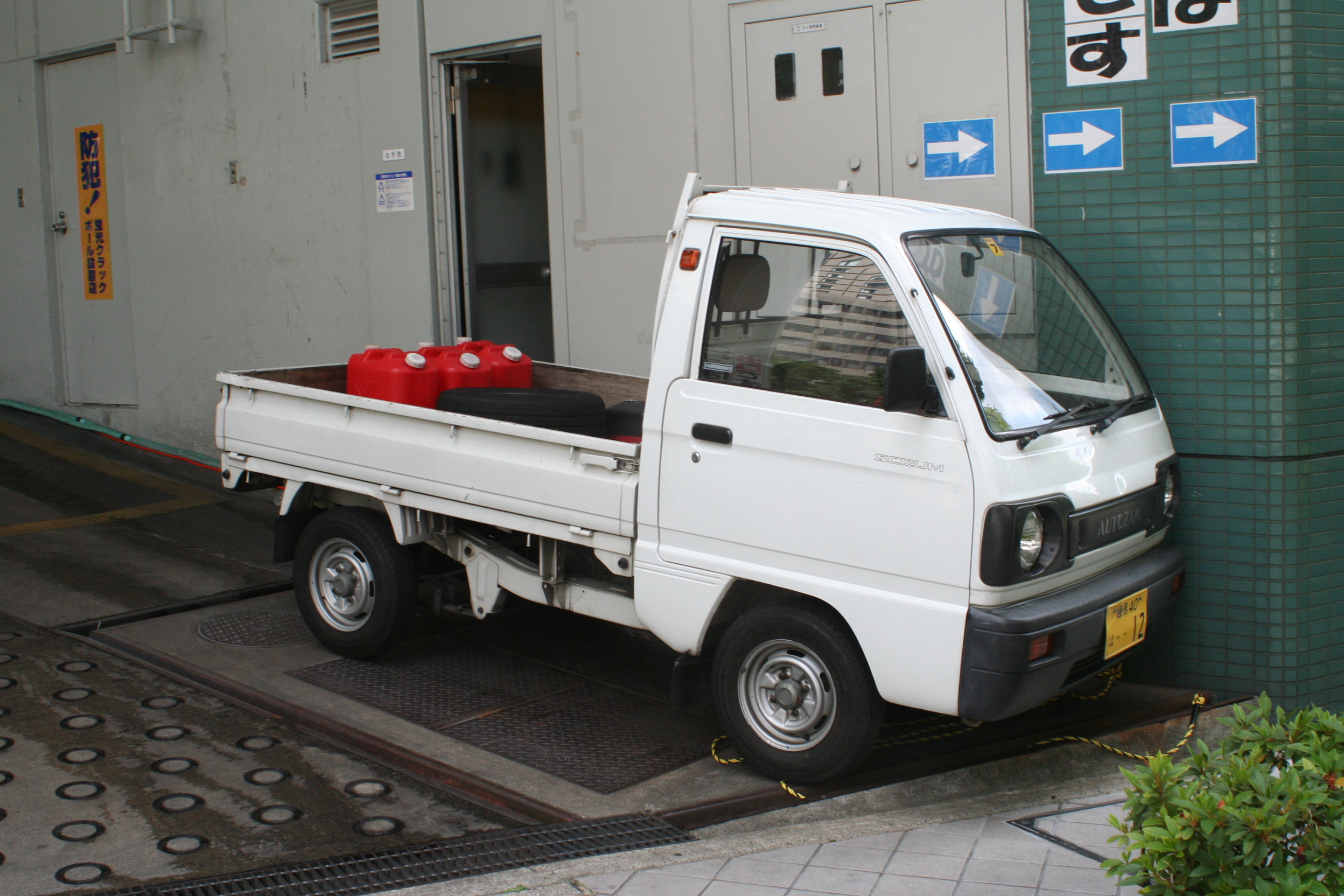
Autozam Scrum Truck

## Zweite Generation Autozam Scrum 1991–1997 / Mazda Scrum 1997–1999, Scrum Wagon 1997–2005
1991 startete die zweite Generation auf Basis des Suzuki Carry (zehnte Generation) wiederum als Kastenwagen/Kleinbus, Truck und Minivan als Autozam Scrum auf allen Märkten mit dem SOHC Inline 3-Zylinder mit 50 PS und mit Ladeluftkühler und Turbolader mit 61 PS. Der Motor war unter dem Gepäckraum als Heckmotor verbaut. Leichte Modifikationen erfolgten im Februar 1993 und im Juni 1995. Ab April 1997 wurde der Scrum nun nur noch als Mazda Scrum angeboten. Der Microvan basierte nun auf dem Suzuki Every und bekam den Namen Mazda Scrum Wagon. Die Leistung des SOHC Turbo Intercooler stieg auf 64 PS.

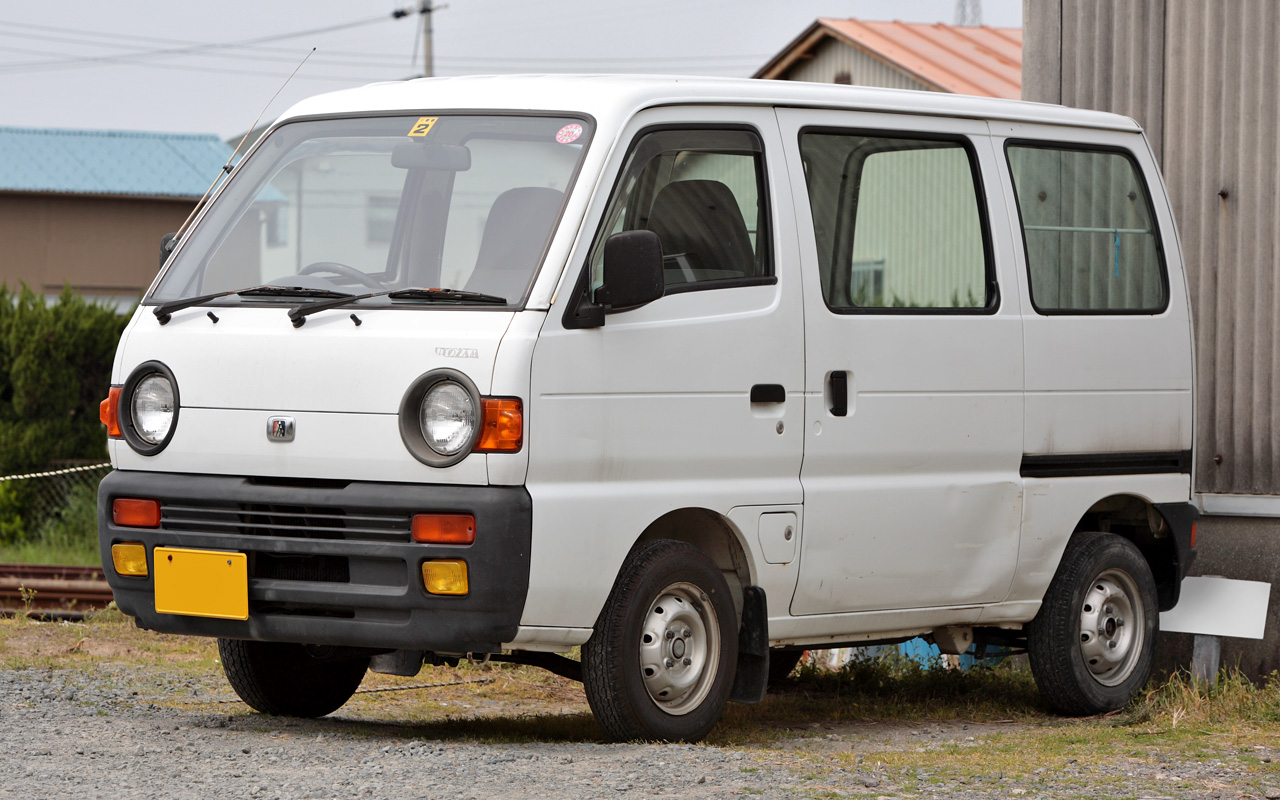
Autozam Scrum Van
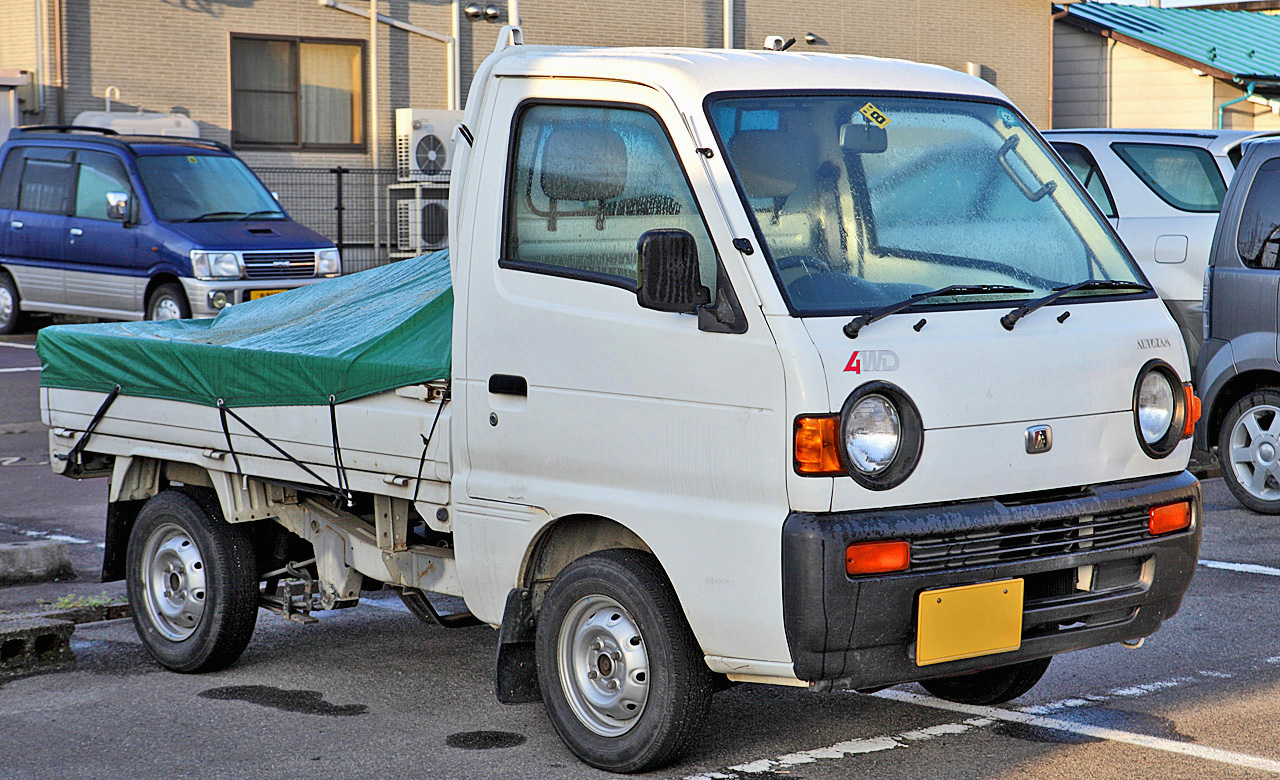
Autozam Scrum Truck
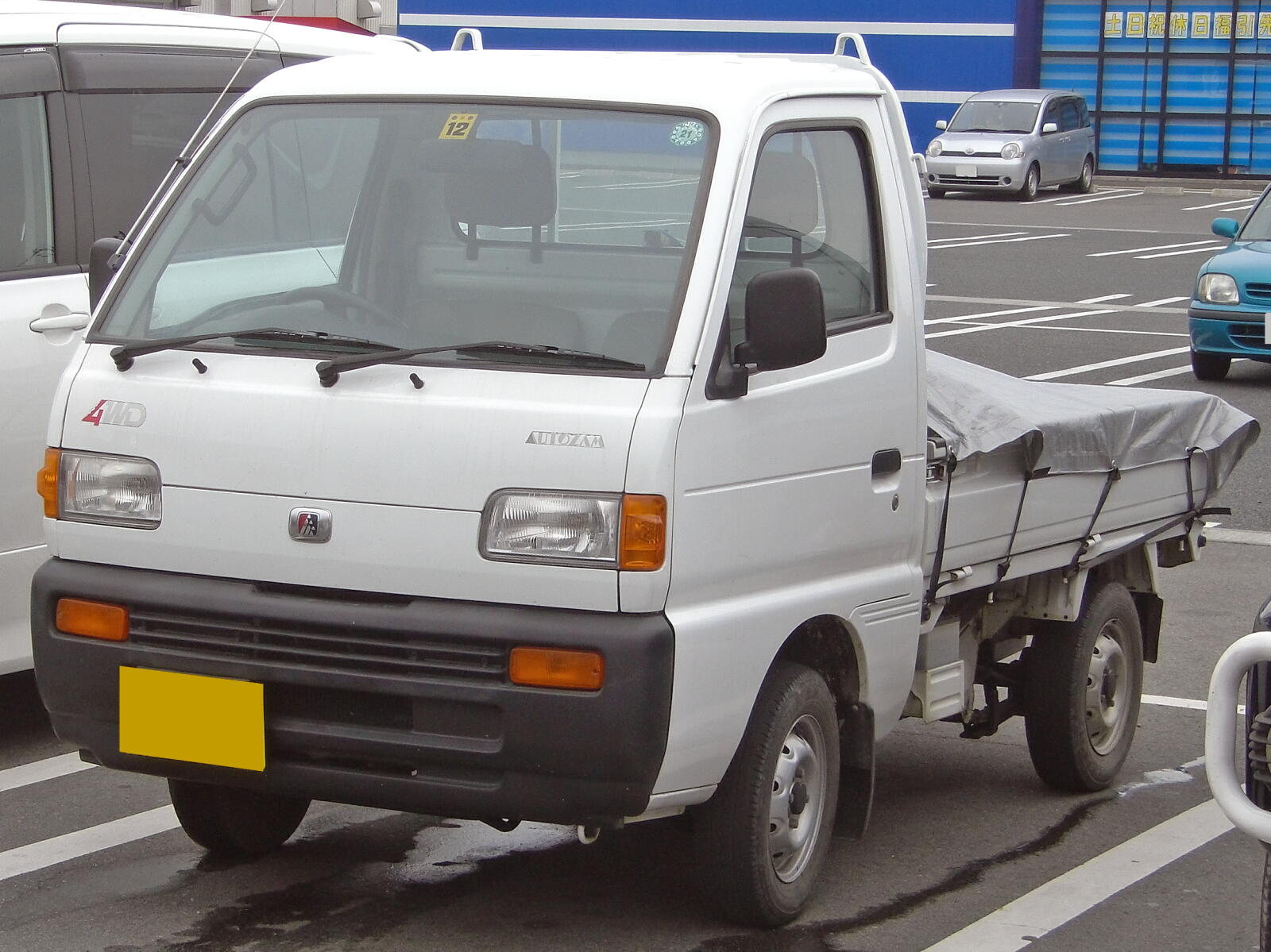
Autozam Scrum Truck Facelift Modell
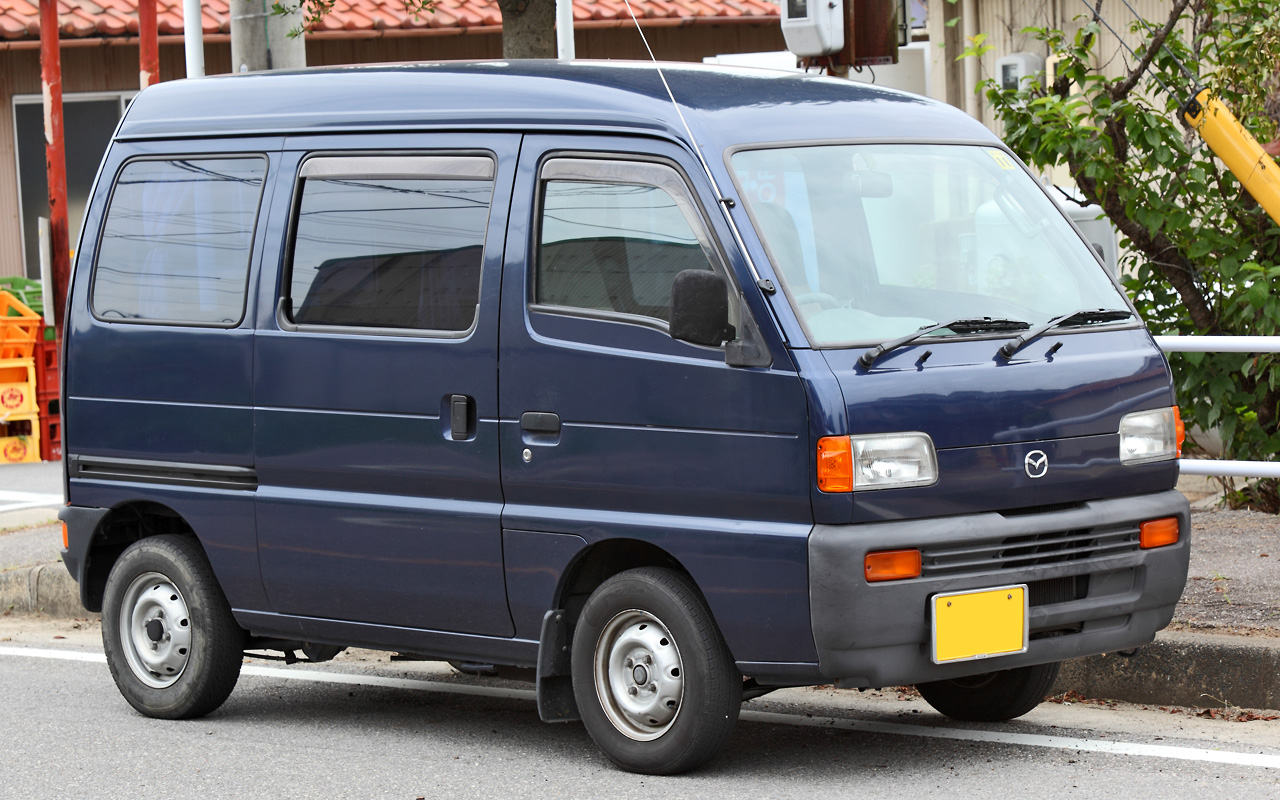
Mazda Scrum Van
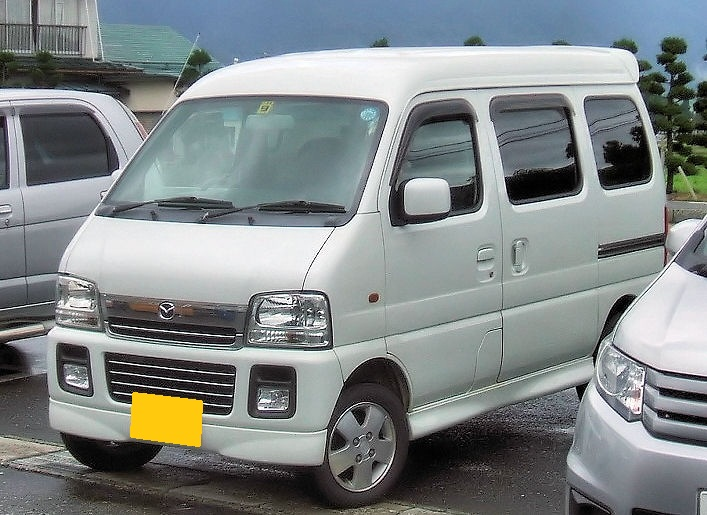
Mazda Scrum Wagon

## Dritte Generation Mazda Scrum seit 1999
Im Januar 1999 startete die dritte Generation des Scrum parallel zum Suzuki Carry der elften Generation als Mazda Scrum auf dem Heimatmarkt. Der Motor beim Scrum ist nun seither unter dem Fahrersitz montiert sowie die Sicherheit der Fahrgäste zusammen mit verbesserter Benutzerfreundlichkeit und größerem Laderaum verbessert worden. Als Motoren kamen vorerst der 3SOHC mit 60 PS oder 50 PS zum Einsatz. Neben FrontAirbags gab es nun auch Antiblockiersystem und Sicherheitsgurte mit Gurtkraftbegrenzern. Als „PA“ und „GA“ Van verfügt der Kleinbus serienmäßig über elektrische Fensterheber vorne und zusätzlicher hinterer Heizung. Als Buster wird das Modell als Kastenwagen/Kombi angeboten. Außerdem ist der Scrum auch wahlweise mit 3-Stufen-Automatikgetriebe nun auch in der Allradantriebs-Variante erhältlich.
Seit September 2001 wird der 3DOHC-Motor aus Vollaluminium mit gleicher Leistung verbaut. Das Armaturenbrett und die vordere Einrichtung wurde überarbeitet mit dem Ziel eines sportlichen Aussehens. Elektrische Fensterheber auf der Fahrerseite sind seither Standardausrüstung in allen Versionen.

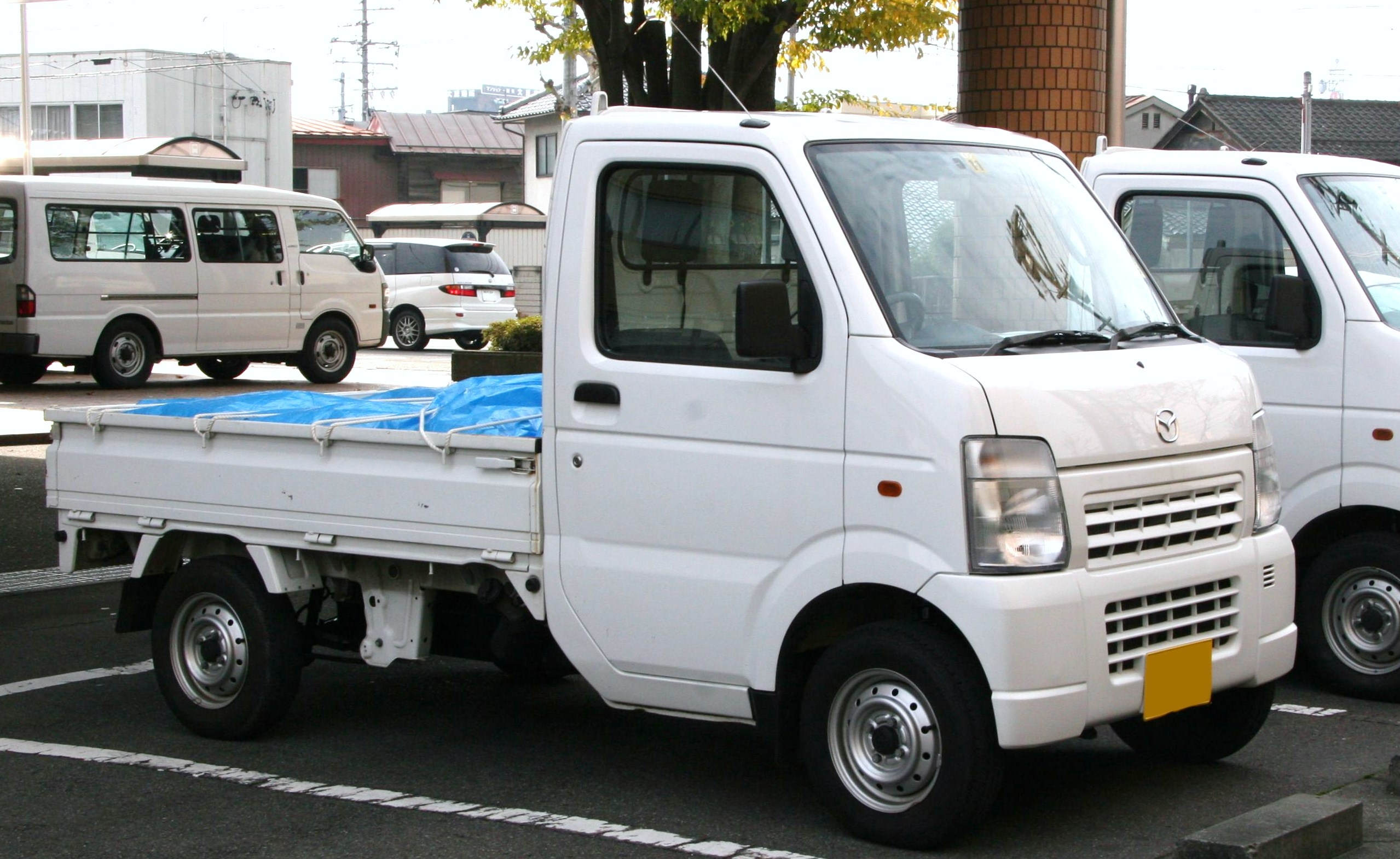
Mazda Scrum Truck
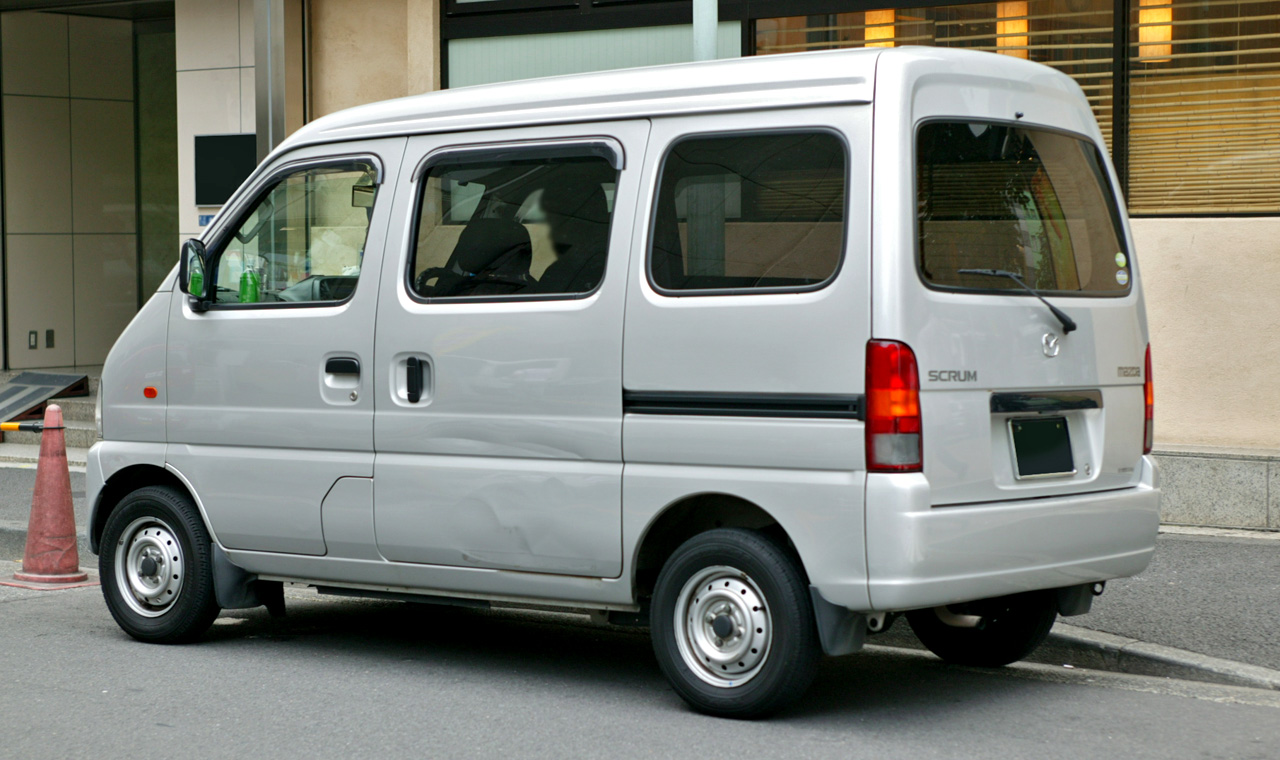
Mazda Scrum Van
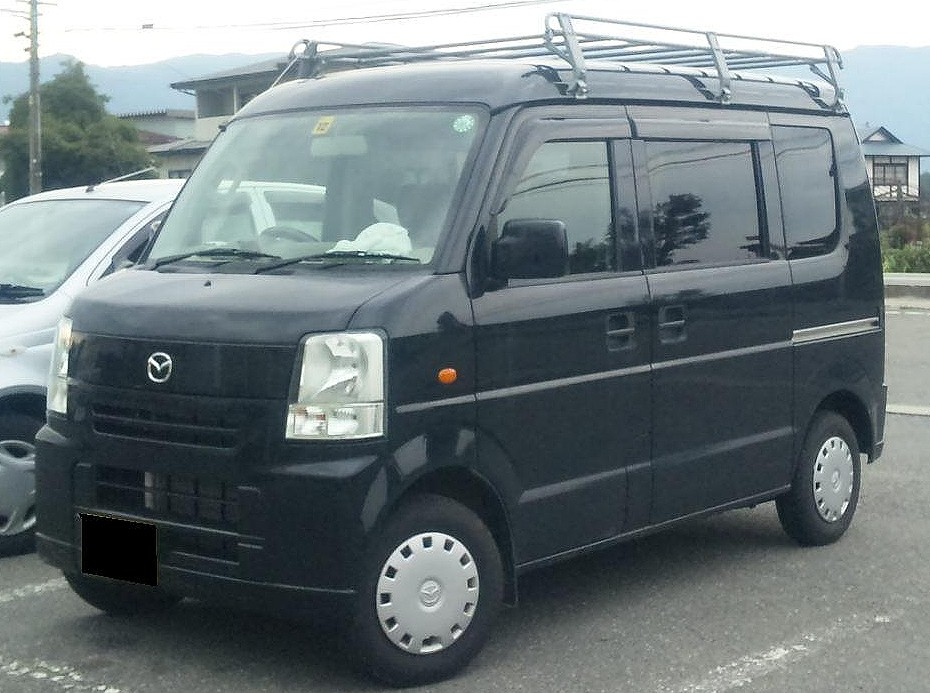
Mazda Scrum Buster

## Mazda Scrum Wagon III seit 2005
Im September 2005 startete der dritte Microvan der Baureihe, wiederum als Mazda Scrum Wagon. Neben verbesserter Sicherheit mit Front- und Seitenairbags und ABS ist die Variabilität im Innenraum verbessert worden. Auch hier kommt der 660-cm³-3-Zylinder aus Vollaluminium mit 49 PS oder 64 PS und 5-Gang-Schaltgetriebe zum Einsatz. Wahlweise ist ein 3- oder 4-Stufen-Automatikgetriebe sowie Allradantrieb erhältlich.
Im Juli 2007 erfolgte eine kleine Überarbeitung mit verbessertem Sitzen und verändertem Design des Kühlergrill. Seither sind auch Bi-Xenon-Scheinwerfer erhältlich.
Seit Mai 2010 ist eine erneut überarbeitete Variante auf dem Markt mit verändertem Frontdesign und der Verbrauch der Motoren wurde um etwa 0,2 l/100 km gesenkt.

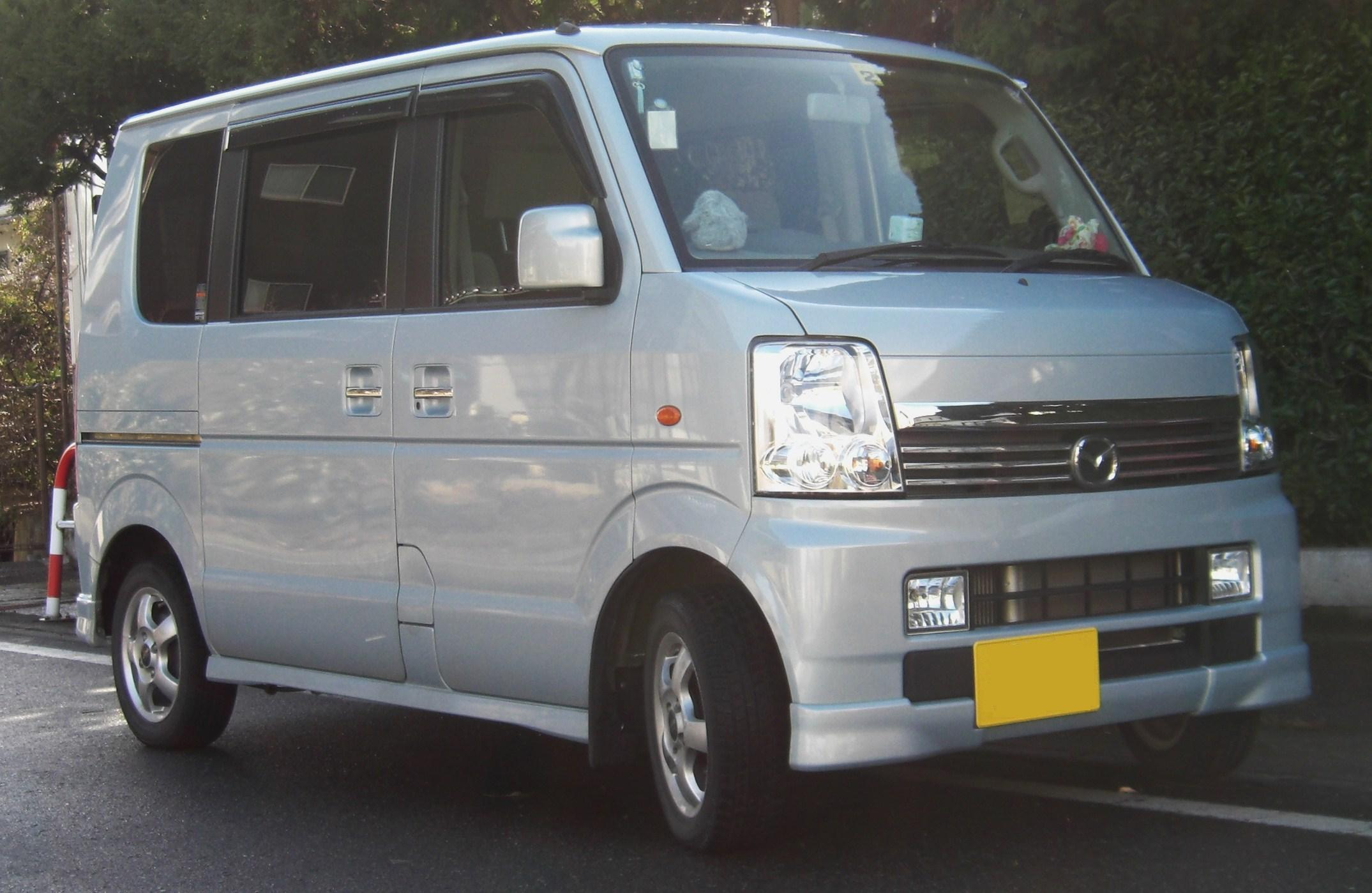
Mazda Scrum Wagon III
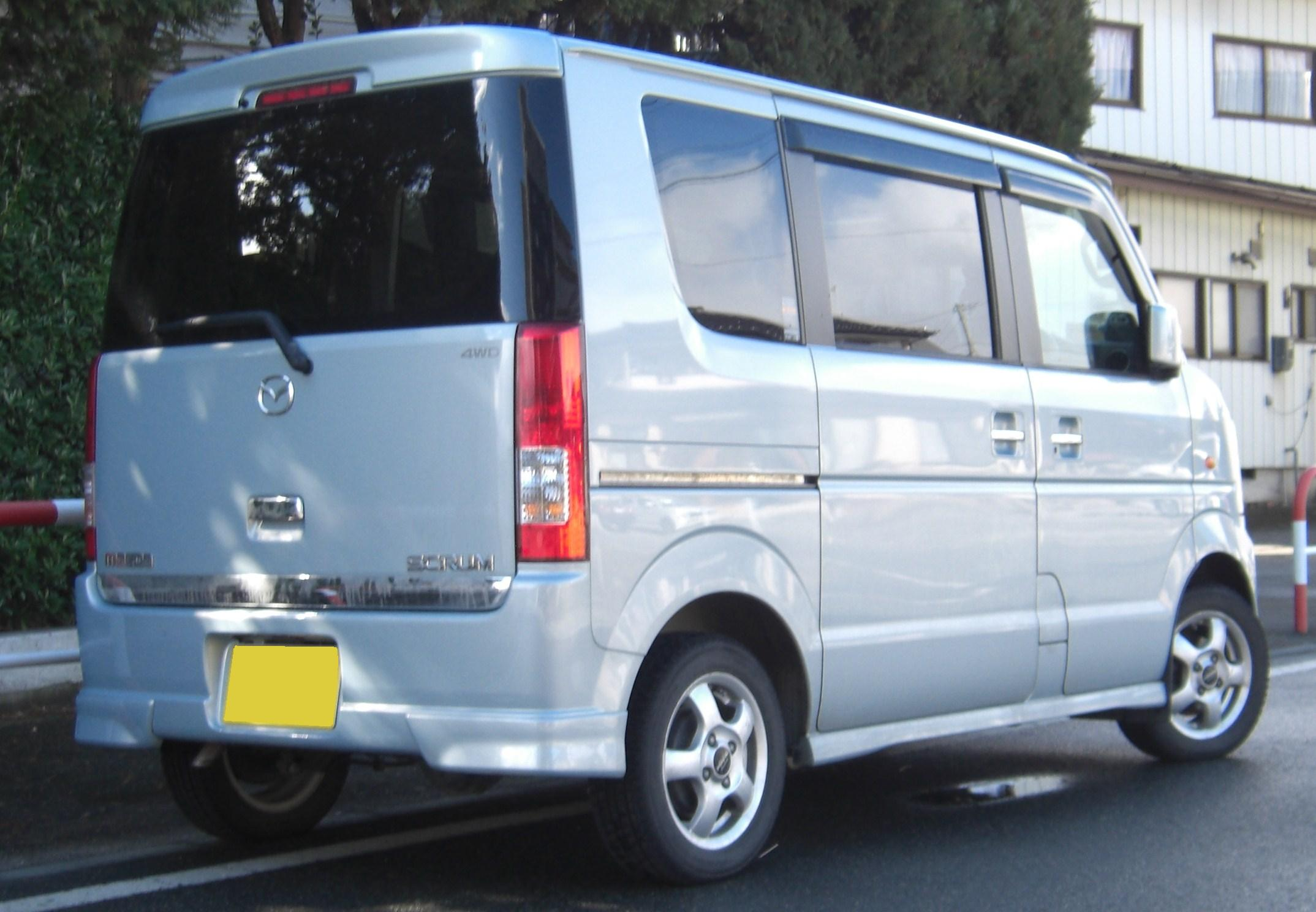
Heckansicht